# Jacobo Romero
Jacobo Emilio Romero Fernández (Palencia, 1887-Madrid, 1972) fue un arquitecto español que trabajó principalmente en las provincias de Palencia y Valladolid.

## Biografía

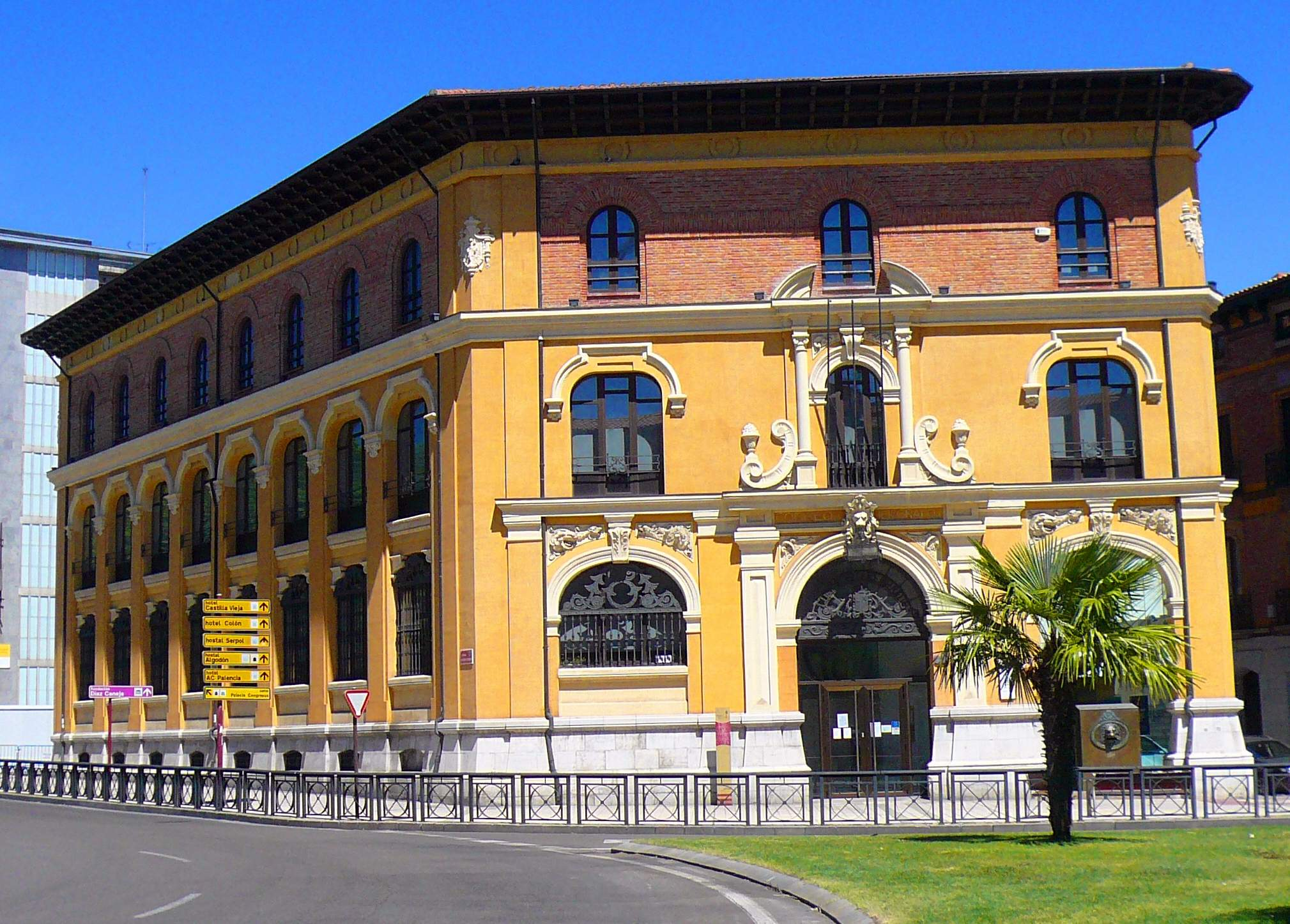
Edificio de Correos y Telégrafos en Palencia

Nació en 1887, el día 25 de mayo, en Palencia. La casa consistorial de Palencia, que había sido inaugurada en 1878, fue decorada según proyecto de Jacobo Romero. Fue también obra de Romero el edificio de Correos y Telégrafos en la misma ciudad. Además, Jacobo Romero trabajó en el edificio n.º 9 de la Calle Mayor, inaugurado en 1923 y antigua sede de la Federación Católica-Agraria palentina, de estilo ecléctico historicista, y en la reforma del Casino de Palencia. También trabajó en Valladolid y Avilés. Entre sus proyectos en Madrid se encuentra la Colonia Las Magnolias, en la que también participó su hijo Lorenzo Romero Requejo. En su obra se aprecian también ejemplos, o influencias, en mayor o menor medida, de la arquitectura regionalista, el art decó y el racionalismo.
Falleció el 5 de julio de 1972 en Madrid y fue sepultado en el cementerio del Pardo.